# Letterhout

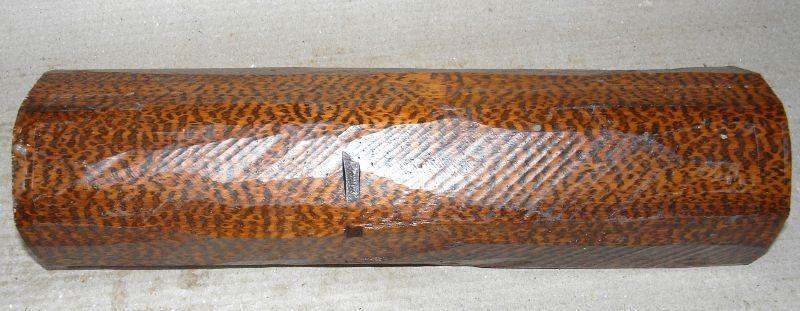

Letterhout (Engels: snakewood, Frans: amourette) is een klassieke houtsoort, die in Nederland en Suriname van groot historisch belang is. Het ontleent zijn naam aan de bijzondere tekening die het hout van nature (met enige regelmaat, maar lang niet altijd) heeft en die wel iets lijkt op lettersschrift of op slangenhuid.
Het hout is fijn van nerf, is gelig tot roodbruin van kleur en kan onregelmatige donkere dwars verlopende strepen bevatten, die het hout het aanzicht van een slangenhuid geven. De prijs van het hout hangt af van de mate van tekening die het heeft. Als bij andere edele houtsoorten wordt de prijs van letterhout in de regel per gewichtseenheid (bijvoorbeeld per kilo) aangegeven. Het hout is zeer hard en zwaar maar desondanks redelijk goed te bewerken: letterhout laat zich mooi glad afwerken en fraai polijsten. Het hout wordt met name gebruikt voor fijn meubelwerk, houtdraaiwerk en voor het maken van luxe producten zoals heften van messen, voor wandelstokken, beelden, muziekinstrumenten zoals de gitaar of strijkstokken voor de barokviool.
Het wordt geleverd door Brosimum guianense (synoniemen Piratinera guianensis, Brosimum discolor, etc., etc., in de familie Moraceae) welke voorkomt in Suriname en brede omgeving. Dit zijn altijdgroene loofbomen, die een hoogte tot 30 meter kunnen bereiken en gele tot witte latexsap bevatten.
In de 17e eeuw stond Suriname in Engeland bekend als Specklewood Country oftewel 'letterhoutland'. Vanwege het voorradig zijn van zoveel letterhout werd het land zelfs zo aangeduid op de oudste landkaart. Naast suiker, was letterhout een gewild ruil- of betaalmiddel, in de dagen toen er nog geen geld was in Suriname.
De inheemse Surinamers maken hun bogen van deze houtsoort.